# Marin Barišić

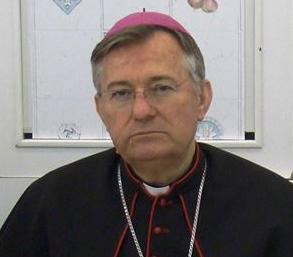
Marin Barišić (2015)

Erzbischofswappen von Marin Barišić

Marin Barišić (* 24. März 1947 in Vidonje bei Metković, Jugoslawien) ist ein kroatischer Geistlicher und emeritierter römisch-katholischer Erzbischof von Split-Makarska.

## Leben
Marin Barišić besuchte die Mittelschule in Dubrovnik und Split. Sein Diplom im Fachgebiet der Katholischen Theologie erhielt er nach erfolgreich absolvierten Studium in Split und Rom. Er setzte sein Studium in Rom an der Päpstlichen Universität Gregoriana im Fachgebiet der Bibelexegese fort und schloss dieses mit einer Dissertation ab. Die Priesterweihe empfing er am 14. Juli 1974 in Vidonje. In den Jahren 1978 bis 1979 war er Präfekt des erzbischöflichen Priesterseminars in Split. Von 1979 bis 1993 wirkte er als Gemeindepfarrer in der Kirchengemeinde Špinut, einem Stadtteil von Split. Neben der Seelsorge war er zugleich im Jahre 1981 Theologieprofessor an der theologischen Fakultät von Split und übte eine Lehrtätigkeit im Bereich der Bibelexegese des Alten Testaments aus.
Am 3. August 1993 ernannte ihn Papst Johannes Paul II. zum Titularbischof von Feradi Maius und bestellte ihn zum Weihbischof im Erzbistum Split-Makarska. Die Bischofsweihe spendete ihm Erzbischof Ante Jurić am 17. Oktober desselben Jahres. Am 21. Juni 2000 übertrug ihm Johannes Paul II. das Amt des Erzbischofs von Split-Makarska. Die feierliche Amtseinführung erfolgte am 26. August 2000.
In der Kroatischen Bischofskonferenz ist Erzbischof Marin Barišić stellvertretender Vorsitzender. Zudem ist er Präsident des Rates für den Religionsunterricht in Kroatien und Präsident der Kommission für den Dialog mit der serbisch-orthodoxen Kirche in Kroatien und Serbien.
Am 13. Mai 2022 nahm Papst Franziskus das von Marin Barišić aus Altersgründen vorgebrachte Rücktrittsgesuch an.